# Max Vasmer
Max Julius Friedrich Vasmer (ros. Макс Юлиус Фридрих Фасмер, Максимилиан Романович Фасмер); ur. 28 lutego 1886 w Petersburgu, zm. 30 listopada 1962 w Berlinie Zachodnim) – rosyjsko-niemiecki językoznawca. Zajmował się etymologią języków indoeuropejskich, ugrofińskich i tureckich, a także historią Słowian, Bałtów oraz ludów irańskich i ugrofińskich. Był pierwszym mężem polskiej etnograf Cezarii Baudouin de Courtenay, córki Jana Niecisława Baudouin de Courtenay.

## Życiorys
Max Vasmer urodził się w Petersburgu jako syn pary Niemców. Jego ojciec Richard (1853–1924) był kupcem z Altony, bratem Maxa był radziecki numizmatyk i orientalista Roman Romanowicz Vasmer (niem. Richard Vasmer) (1888-1938). W 1903 ukończył petersburskie gimnazjum im. Karla Maya zaś w 1907 roku Uniwersytet w Petersburgu, gdzie uzyskał habilitację w 1909 roku.
W 1910 roku przebywał w Krakowie, gdzie wziął ślub z Cezarią Baudouin de Courtenay, córką swojego nauczyciela Jana Niecisława Baudouin de Courtenay. Jak wynika z listów Baudouina de Courtenay do Kazimierza Nitscha, gdzie ten:
- poprosił Nitscha o zasięgnięcie informacji odnośnie do formalności związanych z ewangelickim ślubem Vasmera i córki w Krakowie (Petersburg, 12/25 V 1910)
- pisał o dokonanym wyjeździe Maxa i Cezarii do Krakowa (Petersburg 30 V/13 VI 1910)
- wspomniał o kosztach dokonanego ślubu córki (Witów, 16 IX 1910)
- nazwał swoją przebywającą w Krakowie córkę: Cezią Vasmerową[5] (Petersburg 11/24 X 1910)

Będąc w Krakowie kształcił się w Katedrze Językoznawstwa Porównawczego Uniwersytetu Jagiellońskiego pod kierunkiem Jana Rozwadowskiego, następnie w Wiedniu (pod kierownictwem Rudolfa Meringera; 1859–1931) i wreszcie w Grazu u Matija Murko, gdzie studiuje m.in. język słoweński
Od 1912 roku wykładał w Petersburgu jako profesor. W czasie rosyjskiej wojny domowej, pracował na uniwersytetach w Saratowie (1917) i Tartu (wtedy Jurijew – 1919). W 1923 roku osiadł w Lipsku, gdzie założył w 1924 roku istniejący do dziś periodyk „Zeitschrift für slavische Philologie” (ISSN 0044-3492). Wkrótce przeniósł się do Berlina, gdzie od 1925 pracował na Uniwersytecie Fryderyka Wilhelma.
W latach 1937–1938 wykładał na Columbia University w Nowym Jorku. Tam zaczął pracować nad swoim opus magnum: Słownikiem etymologicznym języka rosyjskiego. W maju 1939 roku wygłosił mowę pogrzebową na cześć Aleksandra Brücknera w Berlinie-Wilmersdorfie i objął po nim katedrę studiów slawistycznych na Uniwersytecie Berlińskim.
W czasie Sonderaktion Krakau Max Vasmer oraz m.in. Bernd von Arnim, Max von Laue czy Otto Hahn wstawili się za aresztowanymi polskimi kolegami w Urzędzie Spraw Zagranicznych i innych urzędach w Berlinie.
Po wojnie, w semestrze zimowym 1946/47, Vasmer podjął ponownie wykłady na Uniwersytecie Humboldta w Berlinie. Po profesurze na Uniwersytecie w Sztokholmie 1947/48 wrócił do Berlina Zachodniego, gdzie od 1949 roku aż do swojego przejścia na emeryturę w 1956 roku wykładał na Wolnym Uniwersytecie Berlina.

## Osiągnięcia
Choć w 1944 roku dom Vasmera w Berlinie został zbombardowany, a większość jego materiałów zginęła lub została zniszczona, Vasmer nie poddał się i ostatecznie dzieło jego życia zostało opublikowane w czterech tomach na Uniwersytecie w Heidelbergu w latach 1950–1958 jako Russisches Etymologisches Wörterbuch. Rosyjskie tłumaczenie słownika z obszernym komentarzem Olega Trubaczowa (Олег Николаевич Трубачёв) zostało wydrukowane w latach 1964–1973. Jest to jedno z najbardziej wiarygodnych źródeł etymologii języków słowiańskich do dzisiaj (warto zaznaczyć, że na Vasmera często powoływali się tacy polscy uczeni jak np. Gerard Labuda, Henryk Łowmiański, Henryk Paszkiewicz czy Zbigniew Gołąb).
Następnym monumentalnym dziełem Vasmera było opracowanie wielotomowego słownika rosyjskiego dotyczącego hydronimii: Wörterbuch der russischen Gewässernamen (1961).
Vasmer był inicjatorem jeszcze jednego dużego projektu, który ostatecznie został opracowany i uzupełniony przez zespół jego współpracowników już po jego śmierci: monumentalnego (11 tomów) dzieła zawierającego praktycznie wszystkie nazwy geograficzne w Rosji zarówno historyczne, jak i jemu współczesne: Russisches geographisches Namenbuch (1964).
Max Vasmer był członkiem akademii naukowych w Lipsku, Berlinie, Moguncji, Wiedniu, Oslo, Kopenhadze, Sztokholmie, Budapeszcie, Moskwie, Sofii i Helsinkach, i laureatem wielu akademickich wyróżnień. W 1958 roku został odznaczony Wielkim Krzyżem Zasługi z Gwiazdą Republiki Federalnej Niemiec, w 1962 roku otrzymał tytuł doktora honoris causa Uniwersytetu w Bonn.
Vasmer zmarł w Berlinie Zachodnim w dniu 30 listopada 1962 roku i został pochowany na cmentarzu ewangelickim w Berlinie-Nikolassee.